# Madame de La Fayette
Marie-Madeleine Pioche de la Vergne, hrabina de La Fayette (Lafayette), lepiej znana jako Madame de La Fayette (Lafayette) (ur. 18 marca 1634 w Paryżu, zm. 26 maja 1693) – pisarka francuska okresu baroku, autorka Księżnej de Clèves (fr. La Princesse de Clèves), pierwszej francuskiej powieści psychologicznej poświęconej romansowi kobiety zamężnej.
Urodziła się w pomniejszej, lecz zamożnej rodzinie szlacheckiej – jej ojciec Marc Pioche de la Vergne był związany z otoczeniem kardynała Richelieu, a matka była córką królewskiego lekarza. W wieku 16 lat została damą dworu królowej Anny Austriaczki, zyskując wykształcenie literackie dzięki Gilles’owi Ménage’owi, u którego pobierała nauki włoskiego i łaciny. Wprowadził on ją w kręgi intelektualne salonów Madame de Rambouillet i Madeleine de Scudéry. W roku 1650 zmarł jej ojciec, zaś matka w tym samym roku wyszła za mąż za Renauda de Sévigné – wuja Marie de Sévigné, która przez całe życie pozostawała bliską przyjaciółką Marii.
W 1655 panna de la Vergne poślubiła François Motier, hrabiego de La Fayette – starszego od niej o osiemnaście lat, owdowiałego szlachcica, z którym miała dwóch synów, Ludwika i Armanda. Towarzyszyła mężowi w wiejskich majątkach w Owernii i Burbonii, choć odbywała również częste podróże do Paryża, gdzie obracała się w kręgach dworskich i sama stworzyła popularny salon intelektualny. Do jej grona towarzyskiego zaliczali się między innymi Henrietta Angielska (przyszła księżna d’Orléans, która poprosiła Marię o napisanie jej biografii), Antoine Arnauld oraz czołowi francuscy pisarze epoki: Jean Renaud de Segrais i biskup Pierre Daniel Huet. Nieco wcześniej, w okresie Frondy, La Fayette zawarła również przyjaźń z kardynałem de Retz.
Osiadłszy na stałe w Paryżu w 1659, wkrótce wydała anonimowo swój pierwszy utwór – opowiadanie Księżna de Montpensier (fr. La Princesse de Montpensier, 1662). Od 1665 blisko związana była z La Rochefoucauld, autorem Maksym, który przedstawił jej wielu ówczesnych luminarzy literatury, np. Racine’a i Boileau.

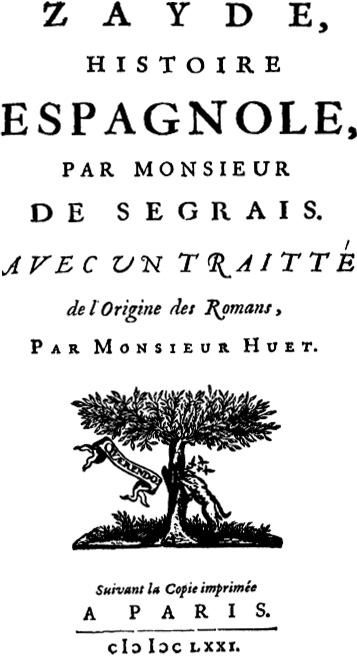
Okładka wydania Zaidy

W 1669 opublikowany został pierwszy tom hiszpańsko-mauretańskiego romansu Zaida, czyli historia hiszpańska (fr. Zaïde, histoire espagnole), który wprawdzie sygnowany był nazwiskiem Jeana Renaud de Segrais, lecz z niemal całkowitą pewnością autorstwo przypisuje się Marii de La Fayette (tom drugi wydano dopiero w 1671).
Najsłynniejszą powieścią Marii de La Fayette jest Księżna de Clèves, którą najpierw opublikowano anonimowo w marcu 1678. Odniosła ona wielki sukces czytelniczy i uważana jest za pierwszą prawdziwą powieść francuską – pierwowzór powieści psychologicznej szczegółowo analizującej romans mężatki. Zdaniem Boya-Żeleńskiego była ona „ukoronowaniem stanowiska pani de La Fayette w intelektualnym świecie Paryża”.
Śmierć La Rochefoucauld w 1680 oraz męża pisarki w 1683 ograniczyły aktywność życia intelektualno-towarzyskiego La Fayette w latach późniejszych. Jej kolejne trzy utwory: Księżna de Tende (La Comtesse de Tende, 1718), Dzieje Henriety Angielskiej (Histoire d'Henriette d’Angleterre, 1720) oraz Pamiętniki z dworu francuskiego (Memoires de la Cour de France, 1731) wydano już pośmiertnie. Anonimowe bądź pod obcym nazwiskiem publikowanie jej utworów sprawiło, iż paryski „Mercure Galant” w jej nekrologu zamieścił znamienną uwagę: „Utrzymują, że miała udział w niektórych utworach czytanych przez publiczność z przyjemnością i zachwytem”.